# Drinul Alb

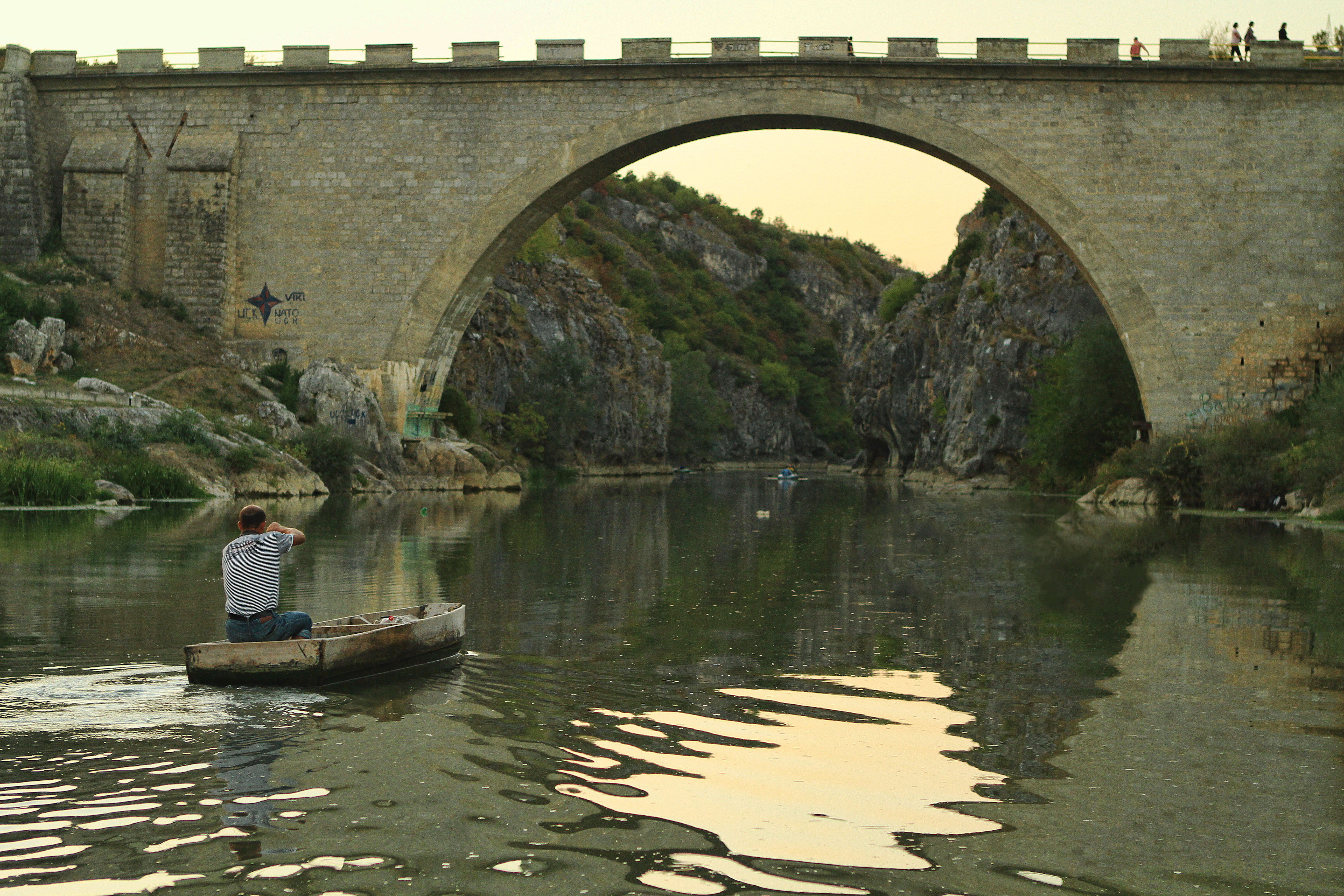
Râul Drinul Alb și defileul lui

Drinul Alb (în albaneză Drini i Bardhë, în sârbă Beli Drim, Бели Дрим) este un râu care curge pe teritoriul statului Kosovo și în nordul Albaniei, având o lungime de aproximativ 140 km până ce se unește cu Drinul Negru și formează râul Drin.

## Curs

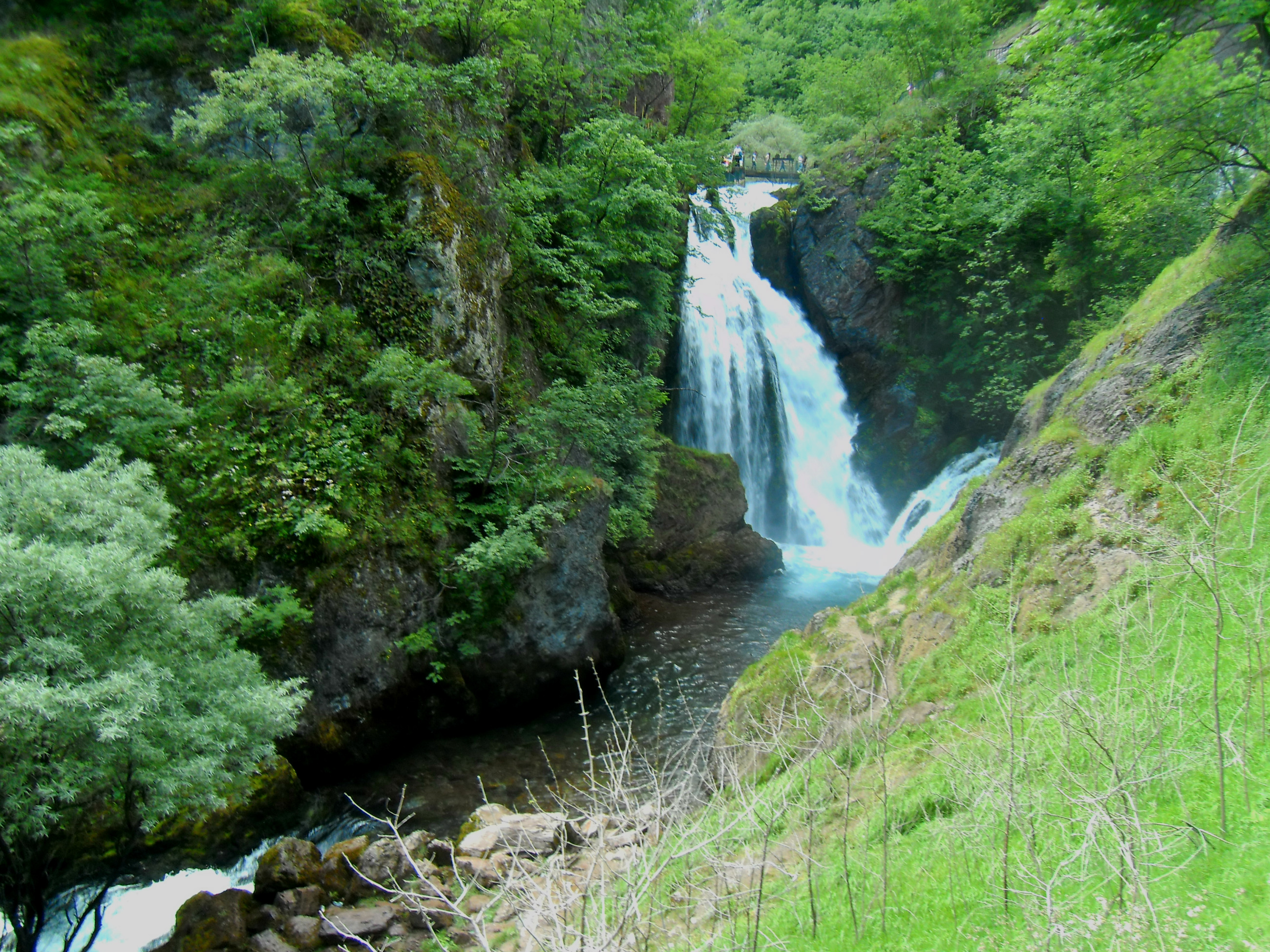
Un patrimoniu cultural din Kosovo (râul Drinul Alb)

### Kosovo
Partea kosovară a Drinului Alb curge în întregime în regiunea semicarstică a statului Kosovo, formând un curs sub formă de arc cu o lungime de 122 km. Râul izvorăște de pe versantul sudic al muntelui Žljeb, la nord de localitatea Peć (Peja), în apropierea peșterii Radavačka. Peștera are mai multe nivele, este puțin explorată și are un lac interior. Apa din izvor a fost folosită la producerea berii de Peć. Râul are inițial un curs subteran, apoi iese la suprafață printr-o cascadă înaltă de 25 m numită Cascada Drinului Alb, în apropierea satului Radovac, la 8 km distanță de Peć. În 1934 emigrantul rus Dimitri Tiapkin a proiectat și construit o centrală hidroelectrică în apropierea cascadei care a produs energie electrică pentru oraș.
Drinul Alb curge mai întâi către est, lângă stațiunea Banja e Pejës, și prin satele Banje, Trbuhovac și Zlakućan, unde primește apele râului Istočka din stânga, și apoi își urmează cursul spre sud. Restul traseului străbate porțiunea centrală, foarte fertilă și dens populată din Kosovo (regiunea Podrima), dar, ciudat, nu există nicio așezare mare pe cursul râului, ci doar mai multe sate. Cele mai mari orașe se află la câțiva kilometri distanță de râu (Peja, Gjakova, Prizren), în timp ce unele orașe mai mici (Klina) și sate mari (Krusha e Madhe, Gjonaj) sunt mai apropiate. Drinul Alb creează, de asemenea, micul defileu al Drinului Alb în Republica Kosovo.
Drinul Alb are mulți afluenți relativ lungi: Pećka Bistrica, Dečanska Bistrica, Prue potok și Erenik din dreapta; Istočka, Klina, Mirusa, Rimnik, Topluga și Lumi-I Prizrenit din stânga.
Porțiunea kosovară a bazinului hidrografic al Drinului Alb are o suprafață de 4.360 km2. Aici apele râului sunt folosite pentru aprovizionare cu apă a marilor orașe din apropiere, irigații și producția de energie (în special afluenții lui de dreapta). În apropierea punctului de trecere a frontierei Vrbnica-Shalqin, râul pătrunde în regiunea Trektan din estul Albaniei.

### Albania
Porțiunea albaneză a râului are o lungime de 16 km cu o zonă de drenaj de 604 km2. Nu există așezări omenești de-a lungul râului, care primește apele râului Lumë din stânga (care provine, de asemenea, din Kosovo, adunând la rândul său apele mai multor râuri din regiune. În cele din urmă, Drinul Alb ajunge în orașul Kukës unde se întâlnește cu Drinul Negru și formează râul Drin, care se varsă în Marea Adriatică; astfel, Drinul Alb aparține bazinului hidrografic al Mării Adriatice. Râul nu este navigabil.
Întreaga porțiune albaneză (și o parte din porțiunea kosovară) este inundată de lacul artificial Fierza.